# Festiwal Prawykonań Polska Muzyka Najnowsza
Festiwal Prawykonań Polska Muzyka Najnowsza – festiwal muzyczny odbywający się jako biennale, obejmujący dzieła polskiej muzyki współczesnej. Pierwsza edycja miała miejsce w dniach 9–12 czerwca 2005 roku w Katowicach.

## Początki i główna idea
Pomysłodawczynią festiwalu była dyrektor naczelna Narodowej Orkiestry Symfonicznej Polskiego Radia Joanna Wnuk-Nazarowa. Jego głównym założeniem jest zapoznanie słuchaczy z dokonaniami polskich kompozytorów współczesnych, którzy tworzą zarówno muzykę klasyczną, jak i utwory zawierające warstwę elektroakustyczną. Podczas festiwalowych koncertów mogą być wykonywane wyłącznie dzieła, niemające wcześniej swojej polskiej premiery. Wykonawcami podczas imprez są nie tylko debiutanci, ale także znani muzycy współczesnej polskiej sceny.

## I edycja
Pierwsza edycja festiwalu odbyła się w dniach 9–12 czerwca 2005 roku. Pierwotnie była zaplanowana na kwiecień, jednak została przełożona ze względu na żałobę narodową ogłoszoną po śmierci papieża Jana Pawła II. Znaczące miejsce wśród wykonywanych kompozycji zajęły dzieła śląskie.
Uczestnikami festiwalu obok Narodowej Orkiestry Symfonicznej Polskiego Radia byli AUKSO – Orkiestra Kameralna Miasta Tychy, Zespół Śpiewaków Miasta Katowice Camerata Silesia, Kwartet Śląski, Chór Polskiego Radia w Krakowie oraz pedagodzy i absolwenci Akademii Muzycznej w Katowicach.
Miejscem występów były Studio koncertowe Polskiego Radia Katowice oraz sala koncertowa im. Grzegorza Fitelberga w Górnośląskim Centrum Kultury.

## II edycja
W roku 2007 Festiwal Prawykonań odbywał się w dniach 20–22 kwietnia. Podczas siedmiu koncertów swoje dzieła zaprezentowało 36 kompozytorów. Tym razem nacisk położono na artystów tworzących poza granicami Polski. Różnorodność dotyczyła nie tylko wykonawców, ale również gatunków i form muzycznych przedstawianych w trakcie trwania festiwalu. Wydarzeniu towarzyszyli znakomici dyrygenci – Ruben Silva,Jacek Rogala, Łukasz Borowicz, grono znakomitych solistów oraz zespoły: AUKSO, Kwartet Śląski, Camerata Silesia oraz Chór Polskiego Radia w Krakowie. Koncertów można było posłuchać w Sali im. Grzegorza Fitelberga w Górnośląskim Centrum Kultury, Studiu Koncertowym Polskiego Radia Katowice oraz katowickim Kościele pw. Wniebowzięcia NMP.

## III edycja
Trzecia edycja festiwalu trwała od 27 do 29 marca 2009 roku. W trakcie siedmiu koncertów na scenie wystąpiło 26 kompozytorów. Poza grupami występującymi w poprzednich latach (AUKSO czy Camerata Silesia), wydarzeniu towarzyszyły tym razem również formacje jazzowe – Leszek Kułakowski Ensemble Piccolo oraz Jarek Śmietana Kwintet. Zagrali oni dla słuchaczy w sali koncertowej Akademii Muzycznej w Katowicach oraz w Górnośląskim Centrum Kultury.
Festiwal został zrealizowany ze środków Ministra Kultury i Dziedzictwa Narodowego oraz Samorządu Województwa Śląskiego. Mecenat nad projektem objęło Miasto Katowice.

## IV edycja
Koncerty czwartej edycji Festiwalu Prawykonań miały miejsce w dniach 25–27 marca 2011 roku w dwóch katowickich salach: im. Grzegorza Fitelberga w Centrum Kultury oraz sali koncertowej Akademii Muzycznej. Wszystkie koncerty festiwalu były retransmitowane przez Program 2 Polskiego Radia. W trakcie tego wydarzenia swoje kompozycje zaprezentowało 29 polskich twórców współczesnych. Tak jak w poprzednich latach, występującym towarzyszyły formacje takie jak AUKSO, NOSPR, Camerata Silesia, Kwartet Śląski i inni.

## V edycja
Obok organizatora – Narodowej Orkiestry Symfonicznej Polskiego Radia w festiwalu wzięły udział czołowe polskie zespoły: Orkiestra Kameralna Miasta Tychy AUKSO, Zespół Śpiewaków Miasta Katowice Camerata Silesia, Kwartet Śląski, Warszawska Grupa Cellonet, Orkiestra Muzyki Nowej oraz soliści. Koncerty odbywały się od 26 do 28 kwietnia 2013 roku w Akademii Muzycznej w Katowicach oraz w katowickim Centrum Kultury. 11 dzieł zostało objętych programem Ministra Kultury i Dziedzictwa Narodowego „Zamówienia kompozytorskie”. Nagrania i partytury utworów objętych programem zostały udostępnione w internecie dla kolejnych wykonawców.

## VI edycja
Szósta edycja Festiwalu Prawykonań odbyła się w dniach 17–19 kwietnia 2015 po raz pierwszy w nowej siedzibie Narodowej Orkiestry Symfonicznej Polskiego Radia w Katowicach. Podczas siedmiu koncertów można było wysłuchać 28 premierowych kompozycji, wśród których nie zabrakło utworów neoklasycystycznych, neoromantycznych oraz współczesnych eksperymentów. Melomani mogli zachwycać się zróżnicowanymi dziełami kameralnymi, symfonicznymi i chóralnymi. Festiwalowe utwory wykonali: NOSPR, Orkiestra Kameralna Miasta Tychy AUKSO, Zespół Śpiewaków Miasta Katowice Camerata Silesia, Kwartet Śląski, Kwartludium, Orkiestra Muzyki Nowej oraz soliści.